# 衡阳八甲岭机场
衡阳八甲岭机场位于衡阳火车站北侧，1929年9月建成，二战时是中国南部最大的由同盟国控制的机场之一，也是衡阳保卫战的主要战场之一。1955年此机场曾重新作为民用机场开放，但已于1995年关闭。目前衡阳的主要机场为2014年建成的衡阳南岳机场。